# Sticherus cryptocarpus
Sticherus cryptocarpus là một loài dương xỉ trong họ Gleicheniaceae. Loài này được Hook. Ching mô tả khoa học đầu tiên năm 1940.